# Cheilosia shannoni
Cheilosia shannoni är en tvåvingeart som först beskrevs av Charles Howard Curran 1923.  Cheilosia shannoni ingår i släktet örtblomflugor, och familjen blomflugor. Inga underarter finns listade i Catalogue of Life.